# 吳龍翰
吳龍翰（1233年—1293年），字式贤，号古梅，歙縣向杲人。

## 生平
宋紹定六年(1233年)生，理宗景定五年（1264年）領鄉薦，以薦授編校國史院實錄文字。，后被推薦授编校国史院实录院文字。
咸淳四年（1268年）十月既望，与鲍云龙、宋复同游黄山，當晚夜宿莲花峰顶。
元至元三十年癸巳(1293年)，先生卒年六十一。

## 著作
著有《古梅吟稿》六卷。